# Harlech
Pour les articles homonymes, voir Harlech (homonymie).
Harlech est une ville et une station balnéaire du pays de Galles, dans le comté de Meirionydd, célèbre pour son château. Elle possède le statut de communauté.
Un chant en gallois et en anglais, Men of Harlech (en), célèbre les vertus guerrières des hommes de la ville.

## Photos d'Harlech

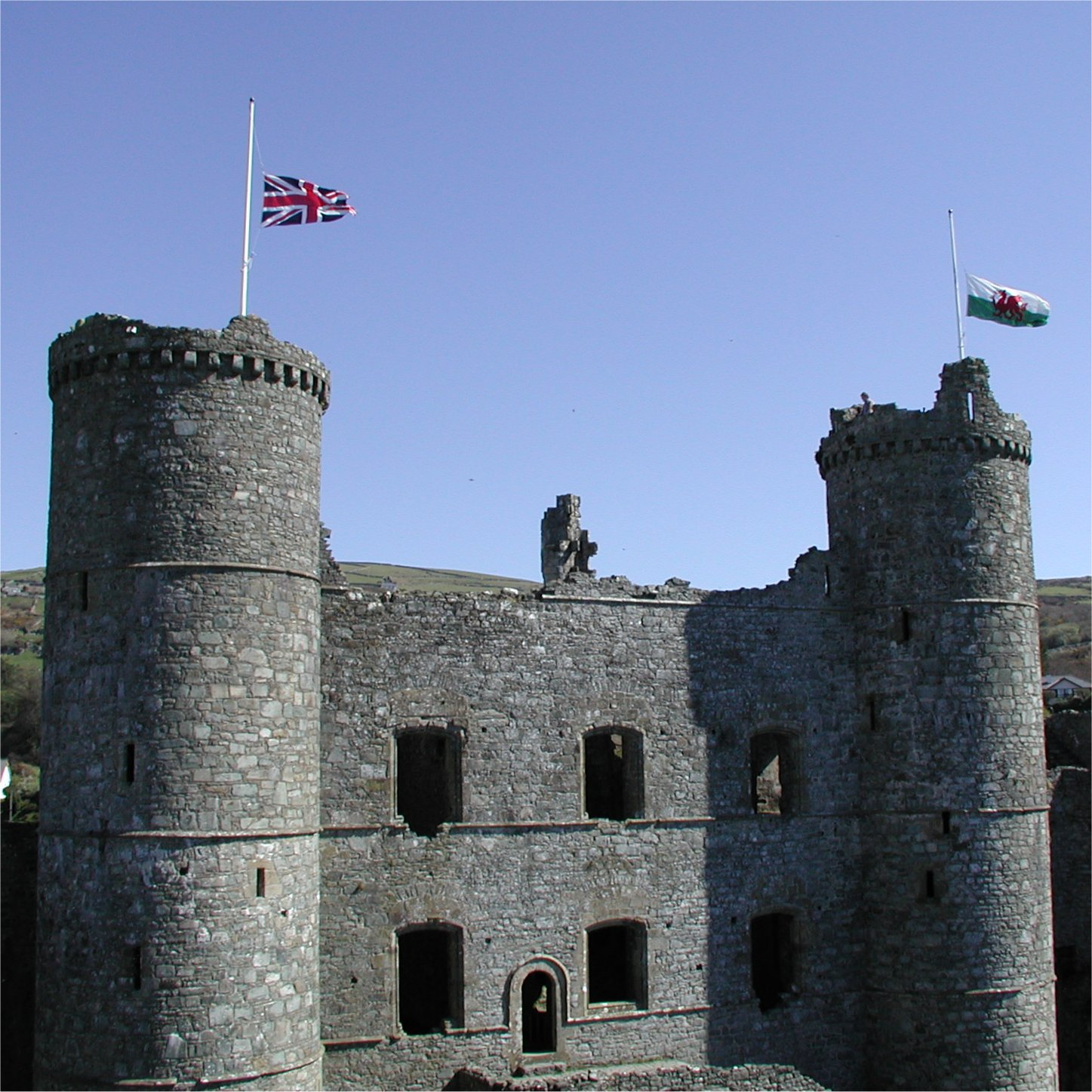
Le château
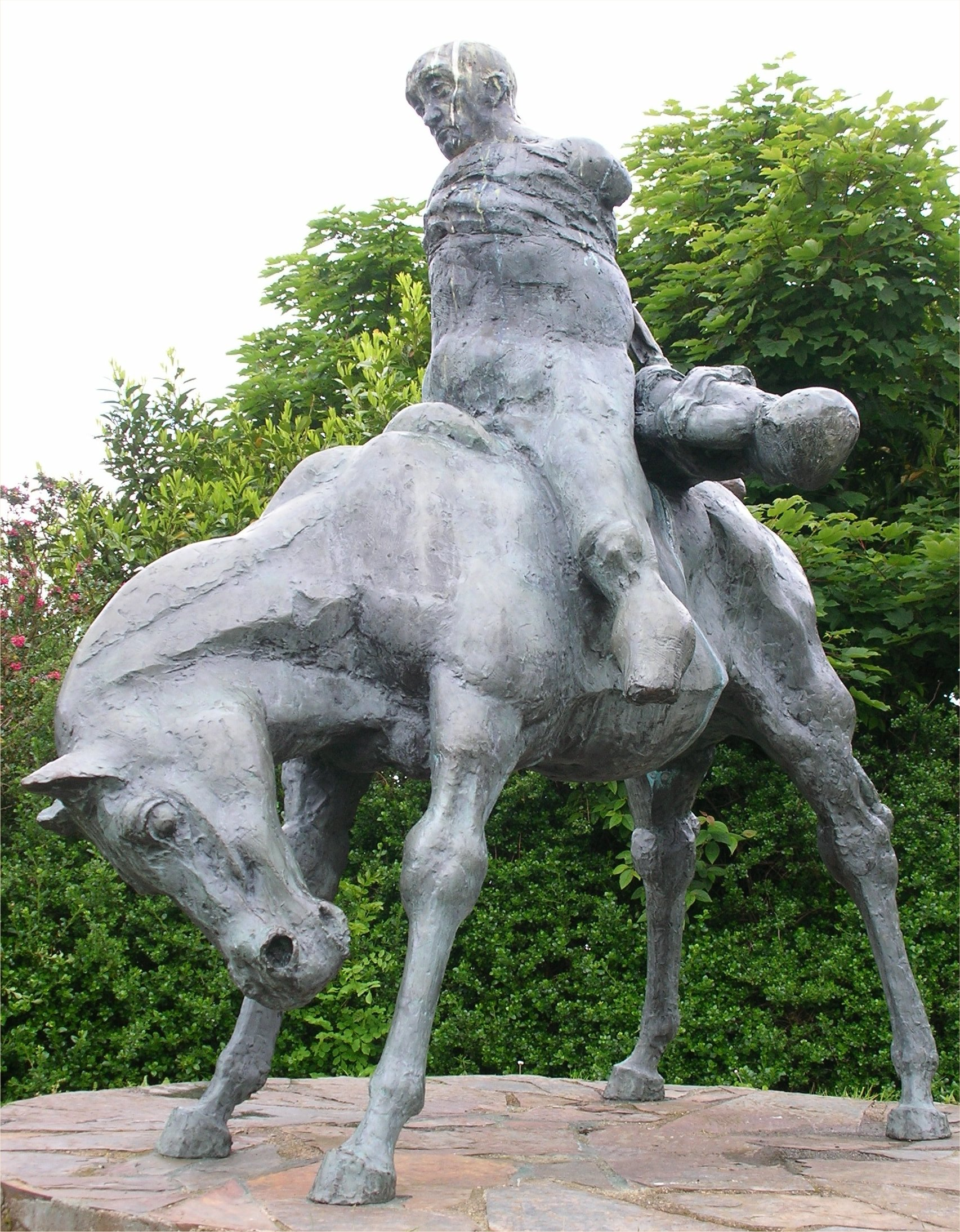
Les deux rois